# Kuckuckstein

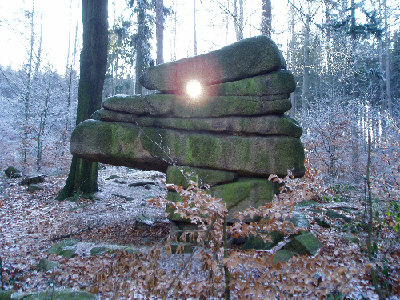
Der Kuckuckstein zur Wintersonnenwende 2007, 13.15 Uhr

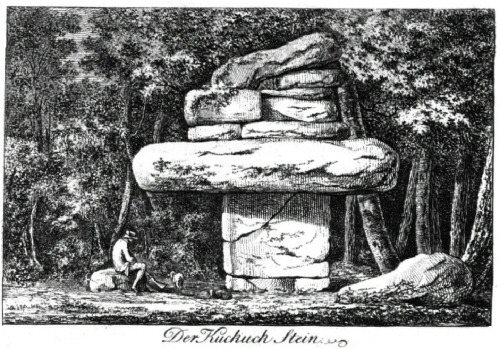
Kuckuckstein, Kupferstich 1780 von Carl Adolph Gottlob von Schachmann

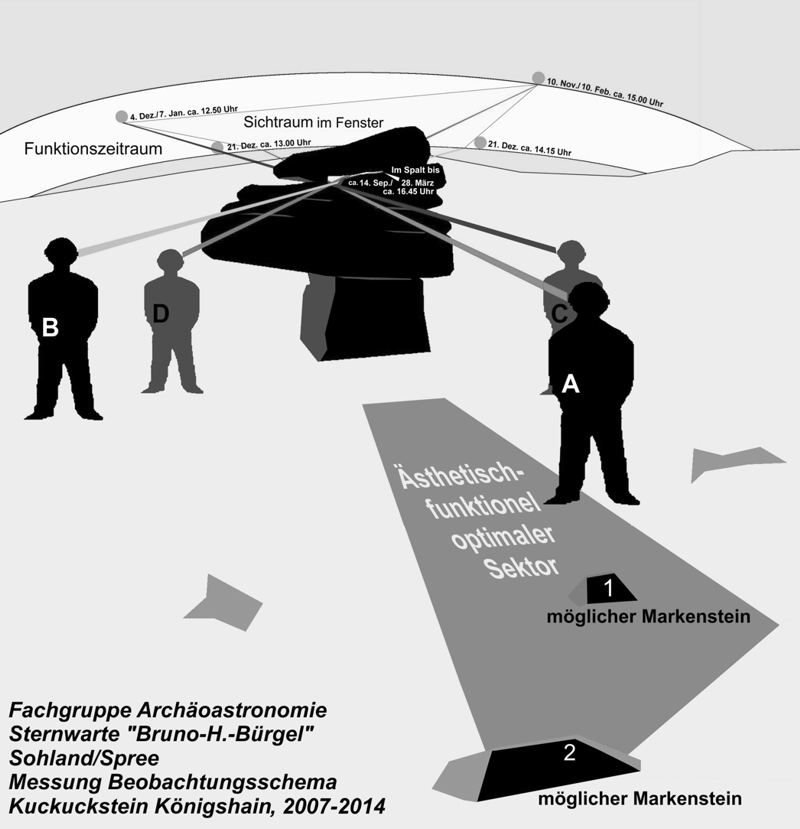
Kuckuckstein Königshain, Beobachtungsschema der Sonne im Sichtfenster des Felsens

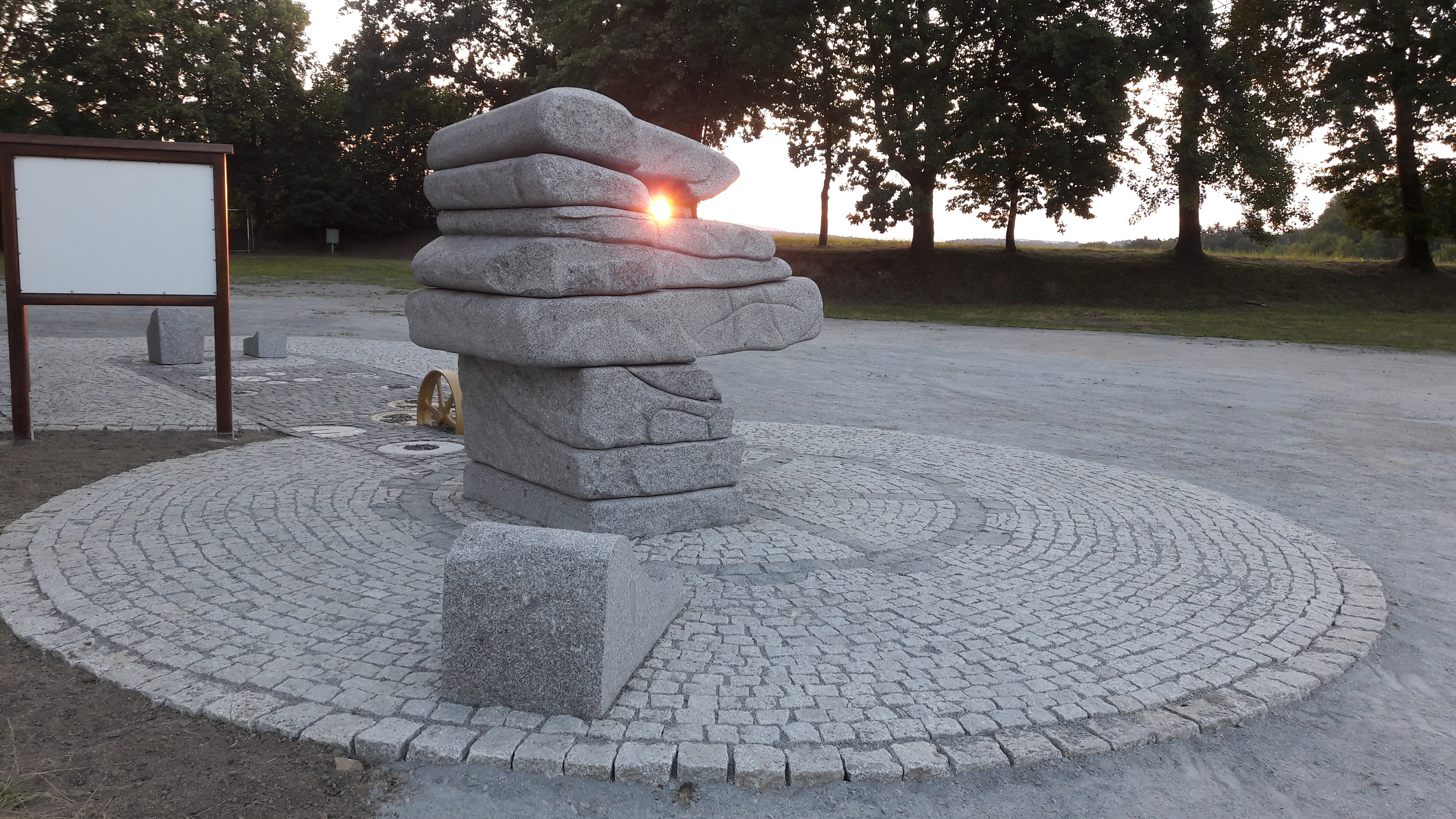
Nachbildung des Kuckucksteins von Königshain an der Sternwarte Sohland/Spree

Der Kuckuckstein ist ein Felsen in den bei Görlitz gelegenen Königshainer Bergen. Er befindet sich etwa 300 m nördlich des Hochsteins auf einer Höhe von 340 m ü. NN. Die Form ähnelt stark einem Vogelkopf, vorzugsweise wird darin ein Adler erkannt. Ein künstliches Sichtloch bildet das Auge. Während der Wintersonnenwende erscheint in dem Auge an mehreren Tagen die Mittagssonne.
Schon Karl Benjamin Preusker vermutete 1828 in seinem Werk Ober-Lausitzische Altertümer für den benachbarten Totenstein einen „heidnischen Opferaltar“ für einen „Sonnenkult“. Der Leiter der Universitätssternwarte Leipzig interpretierte Vertiefungen am Totenstein im Jahr 1937 als Sternbilddarstellungen. Ein Kupferstich aus dem Jahr 1780 in dem Werk Beobachtungen über das Gebirge bey Königshayn in der Oberlausiz von Carl Adolph Gottlob von Schachmann zeigt den Kuckuckstein bereits in seiner heutigen Gestalt. Zahlreiche archäologische Funde, welche die menschliche Anwesenheit in den Königshainer Bergen bis in die Steinzeit belegen, geben der Annahme eines einstigen Kultplatzes Rückhalt. Die Ausrichtung des Kuckucksteins auf die Mittagssonne wurde im Jahr 2007 durch Hilmar Hensel und Ralf Herold entdeckt.
2008 gründete die Volks- und Schulsternwarte "Bruno-H.-Bürgel" in Sohland/Spree die Fachgruppe Archäoastronomie, um dieses und weitere kalendarische Sonnenbeobachtungsphänomene an anderen Felsen der Oberlausitz zu erforschen. Das archäoastronomische Forschungsprojekt erhielt die Bezeichnung „Projekt Götterhand“ und die Felsobjekte, welche das kalendarische Sonnenbeobachtungsphänomen aufweisen, werden als „Sonnenheiligtümer der Oberlausitz“ angesprochen.
2013 beschrieb die Schriftstellerin Sylke Hörhold in ihrem Kriminalroman „Hexenbrennen“ einen Tatort, indem sie Vergleiche mit dem Kuckuckstein in Königshain und seinem Sonnenphänomen herstellte.
2018 wurde der Kuckuckstein an der Sternwarte Sohland aus Oberlausitzer Granit in einer Größe von ca. 2 m nachgestaltet.
Er ist Bestandteil des Tourismusprojektes „Sonnenpfade“. Ein Gemeinschaftsvorhaben der Gemeinde Sohland und des Vereins der Volks- und Schulsternwarte „Bruno-H.-Bürgel“ Sohland/Spree e.V. im Rahmen das archäoastronomischen Forschungsprojektes Götterhand. Gefördert durch die Leader Region „Bautzener Oberland“ aus Mitteln des Europäischen Landwirtschaftsfonds für die Entwicklung des ländlichen Raumes. Die Nachbildung des Kuckucksteins an der Sternwarte in Sohland bildet den Startpunkt einer Wanderroute zu verschiedenen kalenderastronomischen Steinformationen in der Oberlausitz und Tschechiens.